# Комсин, Сергей Иванович
Серге́й Ива́нович Ко́мсин (1849 — после 1940) — товарищ председателя Тамбовского окружного суда, член III Государственной думы от Тамбовской губернии, член Государственного совета по выборам.

## Биография
Родился в 1849 году. Происходил из потомственных дворян Тамбовской губернии. Землевладелец (840 десятин), домовладелец города Тамбова. Старший брат Виктор — земский деятель.
Среднее образование получил в Тамбовской гимназии, а высшее — на юридическом факультете Московского университета, курс которого окончил в 1871 году.
В 1872 году начал службу по Министерству юстиции кандидатом на судебные должности при Тамбовском окружном суде. Впоследствии состоял товарищем прокурора того же суда. В 1882 году был назначен членом Тамбовского окружного суда, а в 1885 году — товарищем председателя того же суда, в каковой должности состоял до 1907 года, когда был уволен от службы по болезни, согласно прошению. Дослужился до чина действительного статского советника (1 января 1905). Из наград имел ордена св. Станислава 2-й степени (1889), св. Анны 2-й степени (1896) и св. Владимира 4-й степени (1900).
Помимо службы занимался общественной деятельностью. С 1875 года избирался гласным Тамбовского уездного и губернского земских собраний, с 1886 года — гласным Тамбовской городской думы. Кроме того, состоял председателем докладной комиссии губернского земства, почётным мировым судьёй и членом попечительного совета Тамбовской женской гимназии. В 1907 году возглавлял Тамбовскую губернскую избирательную комиссию по выборам во II Государственную думу. Будучи беспартийным, по политическим взглядам примыкал к партии мирного обновления.
В 1907 году был избран членом III Государственной думы от 1-го съезда городских избирателей Тамбовской губернии. Входил в группу беспартийных, со 2-й сессии был товарищем председателя фракции прогрессистов. Состоял председателем комиссии личного состава (со 2-й сессии), товарищем председателя комиссии по судебным реформам (с 3-й сессии), а также членом комиссии по запросам.
В октябре 1915 года был избран членом Государственного совета от Тамбовского губернского земства на место В. М. Андреевского. Входил в левую группу. Состоял членом Сельскохозяйственного совещания и комиссии законодательных предположений. 28 февраля 1917 года подписал телеграмму к Николаю II, в которой члены Госсовета сообщали о критическом положении в Петрограде и просили об отставке правительства.
Судьба после 1917 года неизвестна. Умер после 1940 года в Москве. Был женат.